# Arroyo Tomás Cuadra
Der Arroyo Tomás Cuadra ist ein Fluss in Uruguay.
Er entspringt im Zentrum des Departamento Durazno. Von dort verläuft er zunächst in südliche, dann in südwestliche Richtung und mündet nach 51 Kilometern östlich von Durazno als rechtsseitiger Nebenfluss in den Río Yí.